# Pasaporte a Dublín
Pasaporte a Dublín fue un programa emitido entre septiembre y diciembre de 1970 por TVE durante varias semanas, con el objetivo de dar a conocer los candidatos a representar en 1971 a España en el Festival de Eurovisión, que se celebraría en Dublín. El programa estuvo dirigido por Fernando García de la Vega y Valerio Lazarov, tuvo como presentadores en el programa inicial a Julio Iglesias y Massiel, y la final fue presentada por José Luis Uribarri, mientras que el resto de los programas fueron presentados cada uno por uno de los concursantes. En él participaron algunos de los mejores cantantes españoles de la época. El programa tuvo un éxito de audiencia sin precedentes.
Los concursantes fueron Los Mismos, Nino Bravo, Rocío Jurado, Karina, Cristina, Junior, Dova, Jaime Morey, Encarnita Polo y Conchita Márquez Piquer.
Su sintonía, compuesta por Mario Clavell, es de la más recordadas de la historia de la televisión en España. La ganadora fue Karina, quien representó por tanto a España en Eurovisión con la canción «En un mundo nuevo», quedando en segunda posición. Aunque el jurado de Pasaporte a Dublín no quiso decir el orden en que habían quedado el resto de los participantes, las revistas Semana y Tele-Radio publicaron que el segundo clasificado había sido Jaime Morey, que fue a Eurovisión al año siguiente.

## Relación de programas
Cada uno de los distintos programas, sin contar la gala inicial y final, tuvieron la misma estructura. Uno de los concursantes ejercía de maestro de ceremonias, se convertía en el protagonista del programa e interpretaba canciones de su repertorio. El resto de concursantes interpretaba canciones de acuerdo a la temática del programa, y a ellos se les unía una estrella extranjera. También había en cada programa unos minutos dedicados al humor.